# Markowo (Tschukotka)
Markowo (russisch Ма́рково) ist ein Dorf (selo) im Autonomen Kreis der Tschuktschen (Russland) mit 809 Einwohnern (Stand 14. Oktober 2010).

## Geographie
Der Ort liegt im zentralen Teil der Anadyrniederung am rechten Ufer des Anadyr.
Markowo gehört zum Rajon Anadyrski und befindet sich knapp 350 km Luftlinie westlich des Kreis- und Rajonverwaltungszentrum Anadyr. Es ist die einzige Ortschaft der gleichnamigen Landgemeinde (selskoje posselenije).

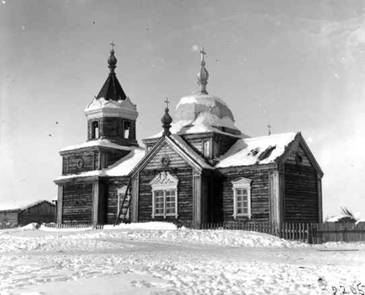
Kirche in Markowo (1901)
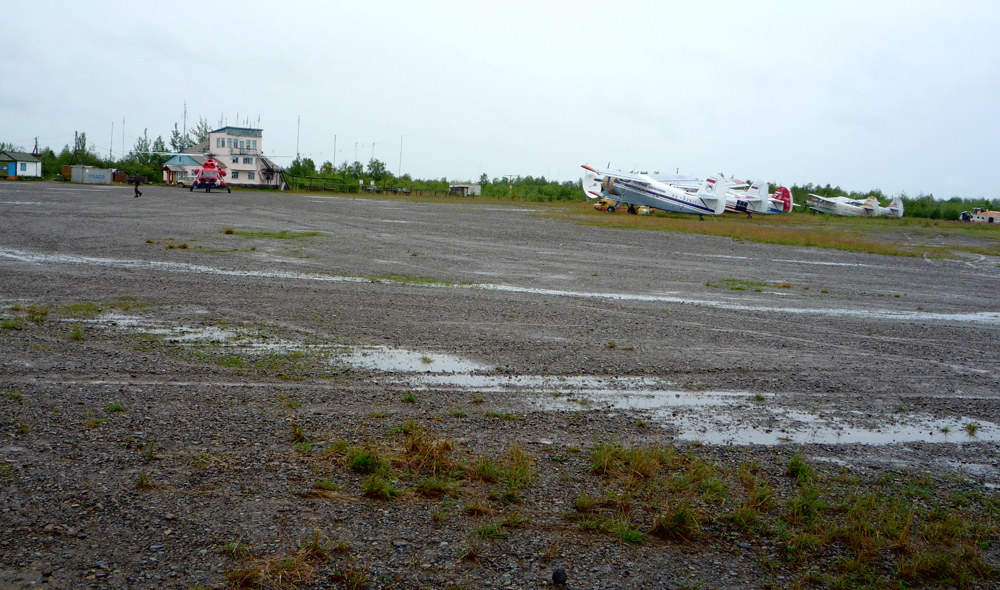
Flughafen Markowo

## Geschichte
Markowo liegt in dem Teil der Region, der aufgrund seiner relativ günstigen klimatischen Bedingungen als erster von den Russen auf ihrer Expansion nach Osten besiedelt wurde, wenn auch in bescheidenem Umfang. In dem zuvor nur von nomadisch lebenden Tschuktschen, Jukagiren und Ewenen bewohnten Gebiet wurde bereits 1649 vom Kosaken Semjon Deschnjow und einer 1650 zu ihm gestoßenen Abteilung unter Michail Staduchin etwa 20 km östlich (flussabwärts) der heutigen Ortslage am gegenüberliegenden Ufer der Anadyr der Anadyrski Ostrog errichtet, später auch Anadyrsk genannt.
Die Befestigung wurde zwar 1764 aufgegeben, aber die mittlerweile angesiedelte russische Bevölkerung, zum Teil mit der Urbevölkerung zur ethnischen Gruppe der Tschuwanen (auch Tschuwanzen) vermischt, verblieb in der Gegend und gründete unter anderem um 1840 das Dorf Markowo. Dieses war bis ins 20. Jahrhundert die bedeutendste Ansiedlung Tschukotkas, bis es ab den 1930er-Jahren durch Siedlungen an der Küste, insbesondere die heutige Stadt Anadyr, abgelöst wurde.
Von 1930 bis 1960 war Markowo Verwaltungssitz des nach ihm benannten Markowski rajon. Während des Zweiten Weltkriegs wurde beim Dorf ein Flugplatz an der Route errichtet, über die im Rahmen des Lend-Lease-Abkommens Flugzeuge  aus den Vereinigten Staaten in die Sowjetunion überführt wurden. Von den 1960er-Jahren bis 1998 besaß Markowo den Status einer Siedlung städtischen Typs.

### Bevölkerungsentwicklung
| Jahr | Einwohner |
| ---- | --------- |
| 1897 | 311       |
| 1939 | 371       |
| 1959 | 1354      |
| 1970 | 1712      |
| 1979 | 1992      |
| 1989 | 2130      |
| 2002 | 922       |
| 2010 | 809       |

Anmerkung: Volkszählungsdaten

## Verkehr
Markowo ist nicht an das feste Straßennetz angeschlossen, aber im Winter über unbefestigte Pisten erreichbar. Eine Straße von Anadyr und weiter nach Omolon an der Westgrenze des Autonomen Kreises ist geplant. Ab dem Ort gilt der Anadyr als schiffbar, und in der eisfreien Zeit besteht Schiffsverbindung.
Bei Markowo befindet sich ein Flughafen (ICAO-Code UHMO), über den Verbindung nach Anadyr besteht.

## Persönlichkeiten
- Tatjana Jurjewna Atschirgina (* 1944), Journalistin und Lyrikerin